# Get Crunk, Who U Wit: Da Album
Get Crunk, Who U Wit: Da Album è il primo album di Lil Jon, pubblicato nel 1997.

## Tracce
1. Get Crunk (Intro)
2. Get Crunk
3. Who U Wit? (Intro)
4. Who U Wit?
5. Shawty Freak a Lil Sumtin (Intro)
6. Shawty Freak a Lil Sumtin
7. Cut Up (Intro)
8. Cut Up
9. ATL (Intro)
10. ATL

## Critica
| Recensione su   | Giudizio |
| --------------- | -------- |
| All Music Guide | link     |